# I'll Award You with My Body
I'll Award You With My Body è un singolo del cantante, cantautore Redfoo.

## Classifiche
| Classifica (2013) | Posizione massima |
| ----------------- | ----------------- |
| Australia         | 58                |
| Belgio (Vallonia) | 26                |